# Mathieu Asselin (évêque)
Pour les articles homonymes, voir Asselin et Mathieu Asselin.
Mathieu Asselin (né à Bonnières le 19 mars 1736, mort à Bonnières le 8 janvier 1825), ecclésiastique, fut évêque constitutionnel du Pas-de-Calais de 1797 à 1801.

## Biographie
Mathieu Asselin est originaire de Bonnières alors dans le diocèse d'Amiens en Picardie. Il fait ses études au collège d'Amiens puis à Paris, grâce à une bourse. Devenu prêtre, il est nommé curé de Frévent. Pendant la Révolution française, après sa prestation de serment à la Constitution civile du clergé, il devient alors curé constitutionnel de l'église Saint-Sépulcre de Saint-Omer. 
Le siège épiscopal constitutionnel du département du Pas-de-Calais reste vacant après la « deprêtrisation » de Pierre-Joseph Porion. En 1797, après le rétablissement de la liberté de culte par la Convention nationale, Mathieu Asselein se fait élire au second tour évêque constitutionnel et il est sacré à Paris le 1er octobre 1797 pendant le concile national. La cathédrale Notre-Dame de Saint-Omer restant fermée, il siège dans son ancienne église paroissiale. Asselin qui se faisait également nommer du titre inédit d'« évêque d'Omer », faisait les visites de son diocèse monté sur un âne, pour se distinguer des fastueux évêques de l'Ancien Régime. Cette manière rustique de voyager lui valut le surnom d'« évêque à baudet ». Après de la signature du Concordat de 1801 il fait sa soumission à l'évêque concordataire d'Arras Hugues de La Tour d'Auvergne-Lauraguais ce qui lui permet de demeurer curé concordataire du Saint-Sépulcre de Saint-Omer, fonction qu'il occupe peu car il se retire dans sa ville natale où il meurt en 1825.